# محمد کاظم تبریزی

مرد صفوی

محمدکاظم تبریزی یک پزشک دوران صفویه است که بر‌حسب اطلاعاتی که در نسخه‌های خطی به‌جای مانده از او به دست آمده در سال ۱۱۸۸ هجری قمری در قید حیات بوده‌است. او با محمدکاظم اسرار تبریزی (۱۲۶۵–۱۳۱۵ق)، مشهور به اسرار علی‌شاه، صوفی، تذکره‌نویس و شاعر ایرانی، از صوفیان طریقهٔ نعمت‌اللهی که در دوران قاجار می‌زیسته‌است نباید به اشتباه گرفته شود.
وی نویسنده کتاب فارسی خیر التجارب و احسن المارب است، در این کتاب به توصیف بیماری‌های روانی از جمله مالیخولیا و صرع می‌پردازد.